# Sudbury (Londyn)
Sudbury – dzielnica Londynu, leżąca w gminie London Borough of Brent. W 2011 dzielnica liczyła 14950 mieszkańców.